# Argentinská hymna
Hymna Argentiny (španělsky Himno Nacional Argentino) byla přijata ústavodárným shromážděním 11. května 1813. Výročí tohoto aktu je v Argentině oslavováno jako Den hymny. 
Hudbu složil Blas Parera a slova napsal Vicente López y Planes, pozdější hlava státu. Text byl inspirován divadelní hrou Luise Moranteho El 25 de Mayo a oslavuje květnovou revoluci z roku 1810, kdy se Argentina odtrhla od španělské koloniální říše. Monumentální hudbou a rozsáhlým textem se řadí k typu „latinskoamerických epických hymen“.
Původně se hymna nazývala Himno de Mayo a Marcha Patriótica, od roku 1847 je oficiálně označována Himno Nacional Argentino. V roce 1860 melodii upravil skladatel Juan Pedro Esnaola. V roce 1900 prezident Julio Argentino Roca vydal dekret, podle něhož se jako státní symbol používá první sloka, refrén a poslední sloka, byly tak opomenuty kontroverzní pasáže, v nichž jsou Španělé proklínáni jako „krvežízniví tygři“ a „zuřiví utlačovatelé“. Zákon o státní hymně byl přijat roku 1944.
O vzniku hymny pojednává němý film La creación del Himno, který natočil v roce 1909 Mario Gallo. Rocker Charly García nahrál v roce 1990 moderní verzi hymny, která vyvolala protesty konzervativních kruhů.

## Text hymny
| Originální znění | Český překlad |
| --- | --- |
| Oíd, mortales, el grito sagrado: "¡Libertad! ¡Libertad! ¡Libertad!" Oíd el ruido de rotas cadenas ved en trono a la noble igualdad Ya su trono dignísimo abrieron las Provincias Unidas del Sud y los libres del mundo responden: "¡Al gran pueblo argentino, salud!" Y los libres del mundo responden: "¡Al gran pueblo argentino, salud!" Sean eternos los laureles, que supimos conseguir. Coronados de gloria vivamos ¡O juremos con gloria morir! | Slyšte, smrtelníci, svaté volání „Svoboda! Svoboda! Svoboda!“ Slyšte řinčení zlomených okovů pohleďte ke trůnu vznešené rovnosti. Ten nejdůstojnější trůn je volný pro spojené provincie Jihu. A svobodní lidé celého světa odpoví: Sláva ti, velký lide Argentiny A svobodní lidé celého světa odpoví: Sláva ti, velký lide Argentiny Ať jsou věčné vavříny které dokážeme získat. Ať žijeme korunováni slávou nebo přísaháme, že slavně zemřeme! |